# Gevangenis van Itter
De gevangenis van Itter is strafinrichting in de Belgische gemeente Itter in de provincie Waals-Brabant. De gevangenis staat ten zuidoosten van Tubeke, ten zuiden van Halle en ongeveer 14 kilometer ten zuidwesten van het Brussels Hoofdstedelijk Gewest.
De gevangenis is van het gesloten type en heeft een strafhuis.

## Geschiedenis
Op 20 december 1996 besliste de regering om een gevangenis te bouwen in Waals-Brabant. Na een studie begonnen de bouwwerkzaamheden op 29 november 1999. Op 31 mei 2002 kwam de gevangenis gereed.